# 埃莉诺·巴克
埃莉诺·简·巴克（Elinor Jane Barker，1994年9月7日—），出生於威爾斯加的夫，英国女子單車運動員。

## 簡歷
2013年，埃莉诺·巴克在白俄羅斯明斯克舉行的世界場地單車錦標賽中，贏得了團體追逐賽冠軍。